# Ceroma macrognatha
Ceroma macrognatha är en spindeldjursart som beskrevs av Lawrence 1954. Ceroma macrognatha ingår i släktet Ceroma och familjen Ceromidae. Inga underarter finns listade i Catalogue of Life.